# Sundsvalls Friidrott
Sundsvalls Friidrott är en friidrottsförening som har sina rötter i IFK Sundsvall men som 1977 blev en egen förening.
Klubben har genom åren arrangerat SM 1997, Folksam Grand Prix 1998, JSM 1999, lag-SM 2015 (en del av SM-veckan) och sedan 2005 sprinttävlingen Sundsvall Wind Sprint, som lockat flera världsstjärnor till startfältet.
Klubben bedriver bred barn- och ungdomsverksamhet. 
Hemmaarena är Baldershovs IP. Vintertid har föreningen tillgång till en egen hall, Vintergatan i Birsta. Dessutom används Baldershallen och Nordichallen. 
Sundsvalls Friidrott har fostrat många framgångsrika sprinterlöpare tack vare den meriterade sprintcoachen Håkan Andersson. Bland annat Stefan Tärnhuvud, med fem SM-guld och deltagare på flera europamästerskap och Torbjörn Eriksson, med fem SM-guld och ett EM-brons inomhus på 200 meter, tävlade för klubben under 1990-talet. 